# Anna Stadling

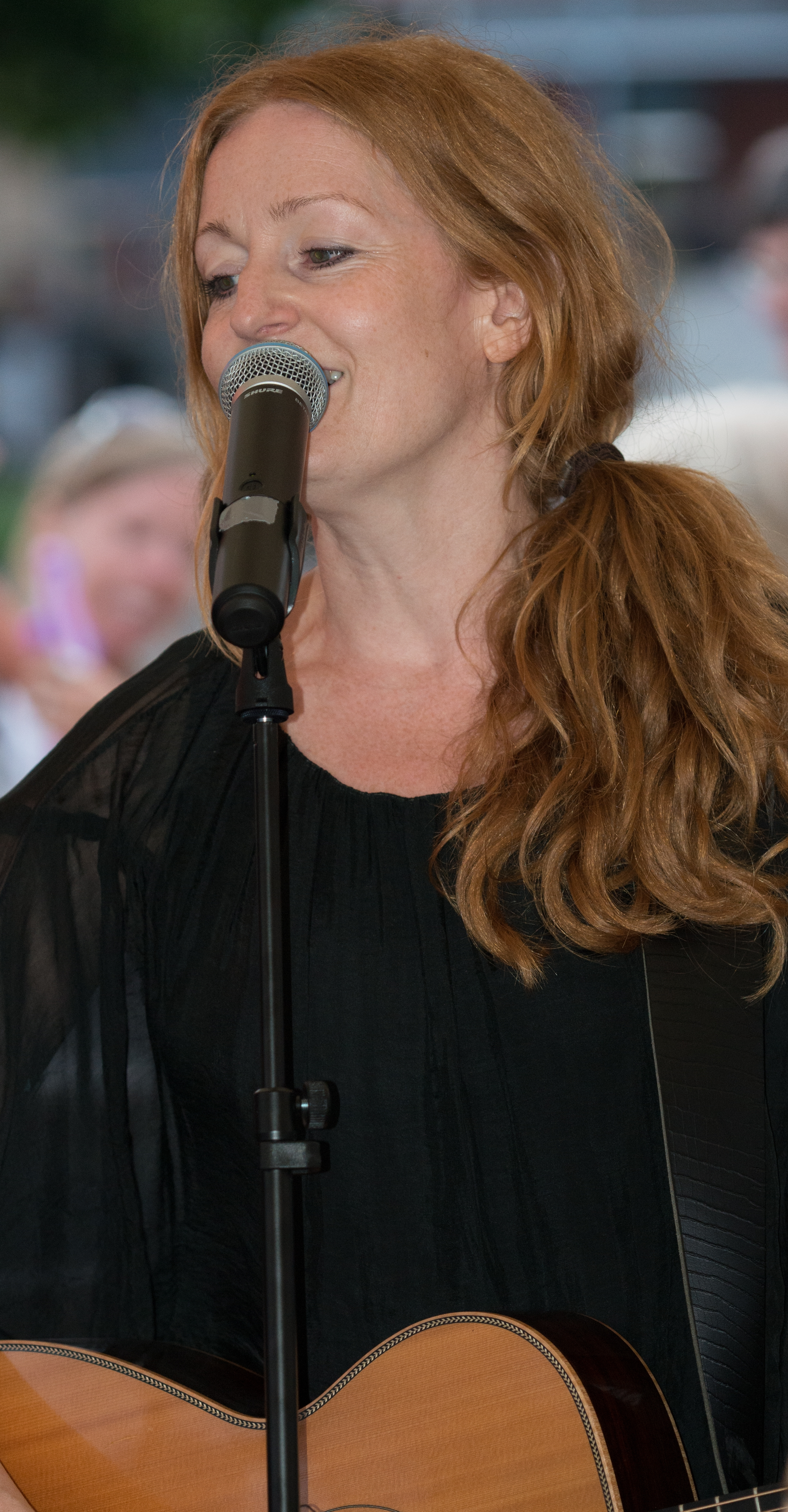
Anna Stadling uppträder i Vaxholm, juli 2014.

Anna Kristina Stadling, född 11 juli 1970 i Sundsvall, är en svensk sångerska och musiker som släppt sju soloalbum sedan debuten ”Det känns” 1999. Från debuten, där hon bland annat samarbetade med Staffan Hellstrand, kom första singeln ”Nu är jag ung”.
Hon har körat och spelar gitarr i musikgruppen Hovet (som har varit Lars Winnerbäcks kompband). Hon har även spelat med Staffan Hellstrand och körat på flera av hans skivor. Hon har även gjort två album med Idde Schultz, varav det ena heter Vägar hem (2006). Med barndomsvännen Helen Sjöholm släppte hon skivan "Snö & Marschaller" (2022). Hon har noterats för listframgångar i Sverige.

## Biografi
Strax efter debuten började samarbetet med Lars Winnerbäck, som medlem i bandet Hovet, och under 10 års tid var de ute på många och långa turnéer tillsammans.
Stadling samarbetade i duetten Alltid vi två tillsammans med Anders Glenmark som nådde lyssnarna 2021.
Tillsammans med sångerskan Helen Sjöholm släppte Stadling julsingeln ”Julen kan hjälpa” 2021 och samarbetet fortsätter med ett gemensamt julalbum samt en rikstäckande julturné 2022 med namnet "Snö & Marschaller".
Stadling har noterats för listframgångar i Sverige. ”Drömmarna” från det av Andreas Mattsson producerade albumet Efter stormen låg under lång tid på Sveriges Radio P4s A-rotation och inte minst har hennes hit ”När allt det här är över” spelats flitigt. Den släpptes på samma skiva men fick en ny aktualitet och ny produktion av Pecka Hammarstedt och blev uppmärksammad med ord som ”en låt i tiden” och ”en svensk inofficiell nationalsång” under åren av pandemi.
På Nobeldagen den 10 december 2020 sågs Stadling tillsammans med sin barndomsvän sångerskan Helen Sjöholm sjunga ”När allt det här är över” i direktsända En kväll för Nobel i SVT från Stockholms stadshus. Salisbury Chamber Choir gjorde en översättning och spelade in låten i en klassisk pandeminvideo.
Stadling presenterades hösten 2020 som ny ambassadör för Bröstcancerförbundet, ett uppdrag hon delar med Patrick Ekwall och Blossom Tainton. Hon genomgick själv bröstcancer 2015, och det var ur den processen som albumet Efter stormen växte fram. ”När allt det här är över” har alltså sitt ursprung i en helt annan tid än pandemin.

## Diskografi
Album
- 1999 – Det känns
- 2006 – Vägar hem (Tillsammans med Idde Schultz från Hovet)
- 2008 – Hjärtat fullt (Tillsammans med Idde Schultz från Hovet)
- 2010 – E4 mot norr
- 2011 – Ögonblick och evighet (Tillsammans med Karl-Magnus Fredriksson)
- 2013 – Stadling/Cash (Anna Stadling tolkar Johnny Cash på engelska)
- 2014 – Av timmarna som gick utan dig minns jag nästan ingenting
- 2016 – American Tunes for Christmas
- 2017 – Efter stormen
- 2022 – Snö & Marschaller (Tillsammans med Helen Sjöholm)
- 2023 – Långt ifrån ensam

Singlar
- 1999 – Nu är jag ung
- 2007 – Fyra dörrar till min syster (Tillsammans med Idde Schultz)
- 2011 – Allt jag missat
- 2013 – Jubelsången (Tillsammans med Stefan Nilsson)
- 2014 – Älskar dig
- 2019 – Söndag i parken
- 2019 – I natten den fjärde advent
- 2021 – När allt det här är över
- 2021 – Alltid vi två (Duett tillsammans med Anders Glenmark)
- 2021 – The Ghost (Tillsammans med Peter R. Ericson)
- 2021 – Västerbron
- 2021 – Solen och du
- 2021 – Julen kan hjälpa (Tillsammans med Helen Sjöholm)
- 2022 – Var inte rädd
- 2022 – Snö & Marschaller (Tillsammans med Helen Sjöholm)
- 2023 – I varje andetag
- 2023 – Kärleken (Tillsammans med One More Time, Kärlekskören och Elisabeth Andreassen)
- 2023 – Nu kan jag se
- 2023 – Idag är en ny dag
- 2024 – I våra händer

Medverkar på
- 1997 – Farväl (Samling)
- 2012 – Det kunde lika gärna varit jag – En salig samling sångerskor
- 2017 – Ur minnet, från hjärtat till livet
- 2022 – Dom som aldrig ger upp – En hyllning till Magnus Lindberg